# تیسوپورین
تیسوپورین (انگلیسی: Tisopurine) دارویی است که در برخی کشورها در درمان نقرس استفاده می‌شود. از راه مهار مراحل اولیه ایجاد نقرس، تولید اسید اوریک را کاهش می‌دهد.